# Ванденберг, Сидни
Сидни Ванденберг (англ. Sidney Vandenbergh; 26 января 1890, Тоттенем, Лондон — неизвестно) — английский футболист, игравший на позиции нападающего, выступал за амстердамские команды АФК и «Аякс».

## Биография
Сидни родился в январе 1890 года в Тоттенеме. Отец — Томас Ванденберг, был родом из Ньюмаркета, мать — Элис Хоус, родилась в Лоустофте. В их семье воспитывалось ещё четверо детей: дочери Матильда Джесси и Этель, сыновья Джозеф и Генри Уолтер. На момент переписи населения Великобритании в 1911 году отец занимался торговлей, а его сыновья были мастерами по ремонту печатных машинок.

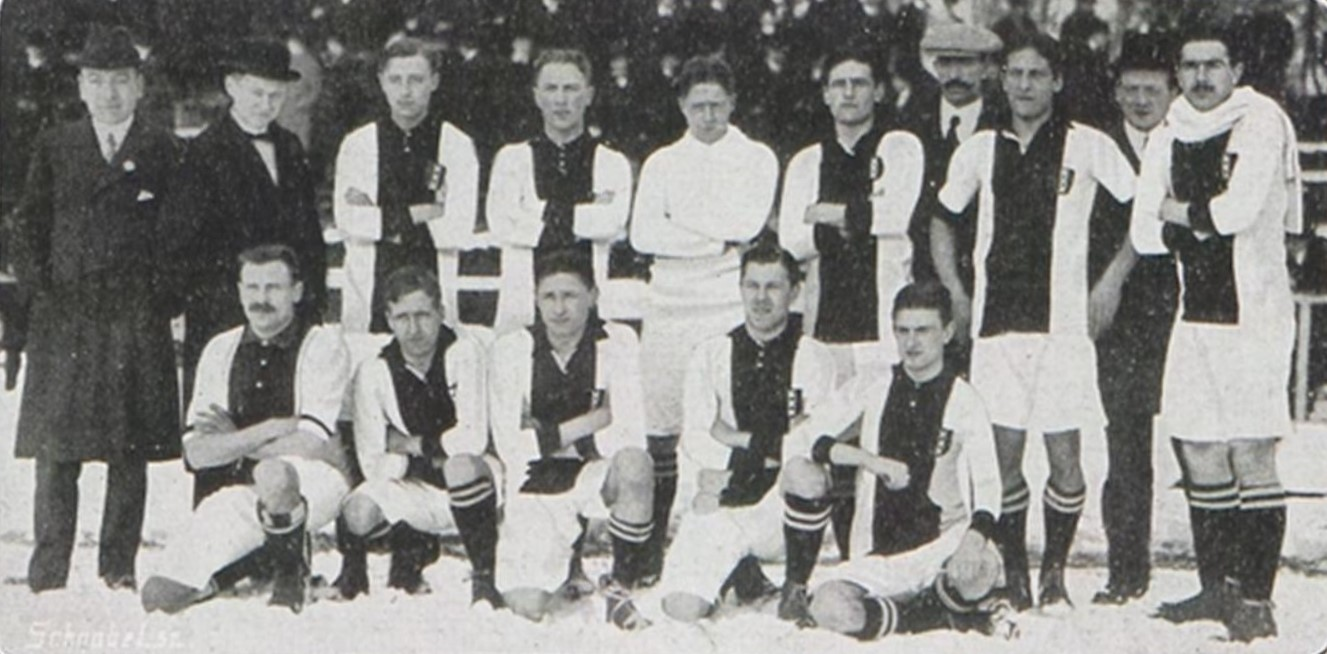
Игроки «Аякса» в декабре 1913 года в Брюсселе — Ванденберг второй слева в нижнем ряду

В 1911 году отправился в Нидерланды, он поселился в Амстердаме по адресу Босбом Тауссайнтстрат 30. В августе того же года вступил в футбольный клуб АФК и уже в сентябре был заявлен за первую команду. В составе АФК выступал на протяжении двух сезонов, играл на позиции нападающего, дважды занимал с командой второе место во втором классе чемпионата Нидерландов. Он также был членом крикетного клуба ВВВ, но в июле 1912 года из-за неуплаты взносов был исключён из него, но вскоре был реабилитирован перед клубом.
В апреле 1913 года сыграл за «Аякс» в товарищеском матче против «Квика» из Неймегена. В начале сезона 1913/14 выступал за второй состав АФК, а в конце октября всё же перешёл в «Аякс». В конце декабря отправился с командой в Брюссель на товарищеский матч с местной сборной. Встреча состоялась 25 декабря и завершилась поражением амстердамцев со счётом 5:3 — Ванденберг стал автором двух забитых голов.
1 января 1914 года вышел в стартовом составе в товарищеском матче с французским клубом «Серкль Атлетик де Пари», но результативными действиями не отметился. В чемпионате Нидерландов единственный матч за «Аякс» провёл 11 января против ДФК, сыграв на позиции левого полусреднего нападающего. В конце января был заявлен за второй состав «Аякса», а в мае того же года был исключён из клуба.